# 12972 Eumaios
12972 Eumaios è un asteroide troiano di Giove del campo greco. Scoperto nel 1973, presenta un'orbita caratterizzata da un semiasse maggiore pari a 5,1482893 UA e da un'eccentricità di 0,1511772, inclinata di 8,44325° rispetto all'eclittica.
L'asteroide è dedicato a Eumeo, il porcaro di Ulisse.